# Gertrude Case Buehring
Gertrude Case Buehring (* am 28. Mai 1940 in Chicago, Illinois als Gertrude Case) ist eine US-amerikanische Mikrobiologin und Virologin. Sie lehrt an der University of California.

## Vita
Sie schloss ihr Studium der Biologie an der Stanford University 1962 mit dem Bachelor ab. Sie promovierte an der University of California, Berkeley, ab 1972 in Genetik. Sie erforscht insbesondere die Ursachen von Brustkrebs und die Virologie von Tumoren.
Sie spricht Englisch und Deutsch. Mit ihrem inzwischen verstorbenen Mann William Richard Buehring hat sie die Töchter Anna und Jessica.